# Южна футболна лига
Южна Футболна лига е английска полупрофесионална лига, състояща се от три дивизии: Южна Висша дивизия, Първа Южна дивизия Югозапад и Първа Централна дивизия. В тези турнири участват полупрофесионални и аматьорски отбори от Англия и Уелс. В момета единственият клуб от Уелс е ФК Мърдър Тидфил.
Лигата е създадена през 1984, в нея участват 65 клуба. Шампионът на Премиер дивизията и победителят в плей-офите получават промоция за Конференция Юг.
Официален спонсор на лигата е British Gas Business.

## Отбори 2008/09
- Банбъри Юнайтед
- Башли Таун
- Бедфорд Таун
- Бракли Таун
- Кеймбридж Сити
- Чипънъм Таун
- Кливдън Таун
- Корби Таун
- Ившам Юнайтед
- Фарнбъроу
- Глостър Сити
- Хейлсевън Таун
- Хемъл Хепстед Таун
- Хичин Таун
- Манготсфийлд Таун
- ФК Мърдър Тидфил
- Оксфорд Сити
- Ръгби Таун
- Сторбридж Таун
- Суиндън Супермарин
- Тивъртън Таун
- Йейт Таун